# Laitmatobius crinitus
Laitmatobius crinitus is een eenoogkreeftjessoort uit de familie van de Lubbockiidae. De wetenschappelijke naam van de soort is voor het eerst geldig gepubliceerd in 1987 door Humes.